# Sarah Jane Scott
Pour les articles homonymes, voir Scott.
 (janvier 2023).
- Si vous ne connaissez pas le sujet, laissez ce bandeau (vous pouvez alors contacter les auteurs).
- Si vous supprimez le contenu mis en cause (vous pouvez préalablement contacter les auteurs),

argumentez précisément cette suppression dans la page de discussion
(un manque de référence n'est pas un argument ; une recherche réelle de référence doit avoir été effectuée, être formellement documentée).
Sarah Jane Scott (née le 23 mars 1988 à Honesdale) est une chanteuse américaine.

## Biographie
Sarah Jane Scott est la fille d'un pilote et d'une anesthésiste. Enfant, elle désire être chanteuse. Elle vient dans un chœur d'enfants et apprend le piano à sept ans. Pour son dixième anniversaire, elle veut une guitare, mais a un ukulélé parce que ses parents pensent que ses doigts sont trop petits pour une guitare. Après avoir quitté l'école, elle étudie quatre ans au Berklee College of Music à Boston. Pendant ce temps, elle joue dans un groupe de reprises et un autre féminin de folk. Peu de temps avant l'obtention du diplôme, elle fait la connaissance du producteur allemand Cecil Remmler qui la convainc de s'installer en Europe et devient sa compagne.
Lorsque Scott chante du schlager allemand lors d'une fête d'anniversaire privée, Stephan Remmler (de), le père de Cecil, membre du groupe Trio, découvre son potentiel musical et décide de travailler avec elle. Pendant trois ans, il compose et produit pour elle un album de schlager. Scott découvre à la fois ce genre de musique et l'allemand.
Son premier album Ich schau dir in die Augen sort en avril 2016 chez Sony. Elle fait sa première apparition à la télévision dans Das große Schlagerfest animé par Florian Silbereisen où, après le premier single Hallo hallo, elle fait un medley.

## Discographie
Alben
- 2016 : Ich schau dir in die Augen

Singles
- 2016 : Hallo Hallo
- 2016 : Schlager-Medley
- 2016 : Was war los gestern Nacht
- 2016 : Ich schau dir in die Augen
- 2016 : Rockin’ Around the Christmas Tree (avec Heino)

## Source de la traduction
- (de) Cet article est partiellement ou en totalité issu de l’article de Wikipédia en allemand intitulé « Sarah Jane Scott » (voir la liste des auteurs).